# Dodge B Series
Dodge B Series — серия полноразмерных пикапов, выпускаемых компанией Dodge с 1948 по 1953 год.
В 1954 году пикапы Dodge B Series были заменены пикапами Dodge C Series. Автомобили производились в модификациях B1-B, B1-C, B1-T и B1-V.
На автомобили ставились трёхместные кабины pilot-house. Компоновка автомобиля переднеприводная.
В 1950 году напольный рычаг переключения передач был вытеснен подрулевым. В 1951 году был проведён фейслифтинг передней части.

## Галерея

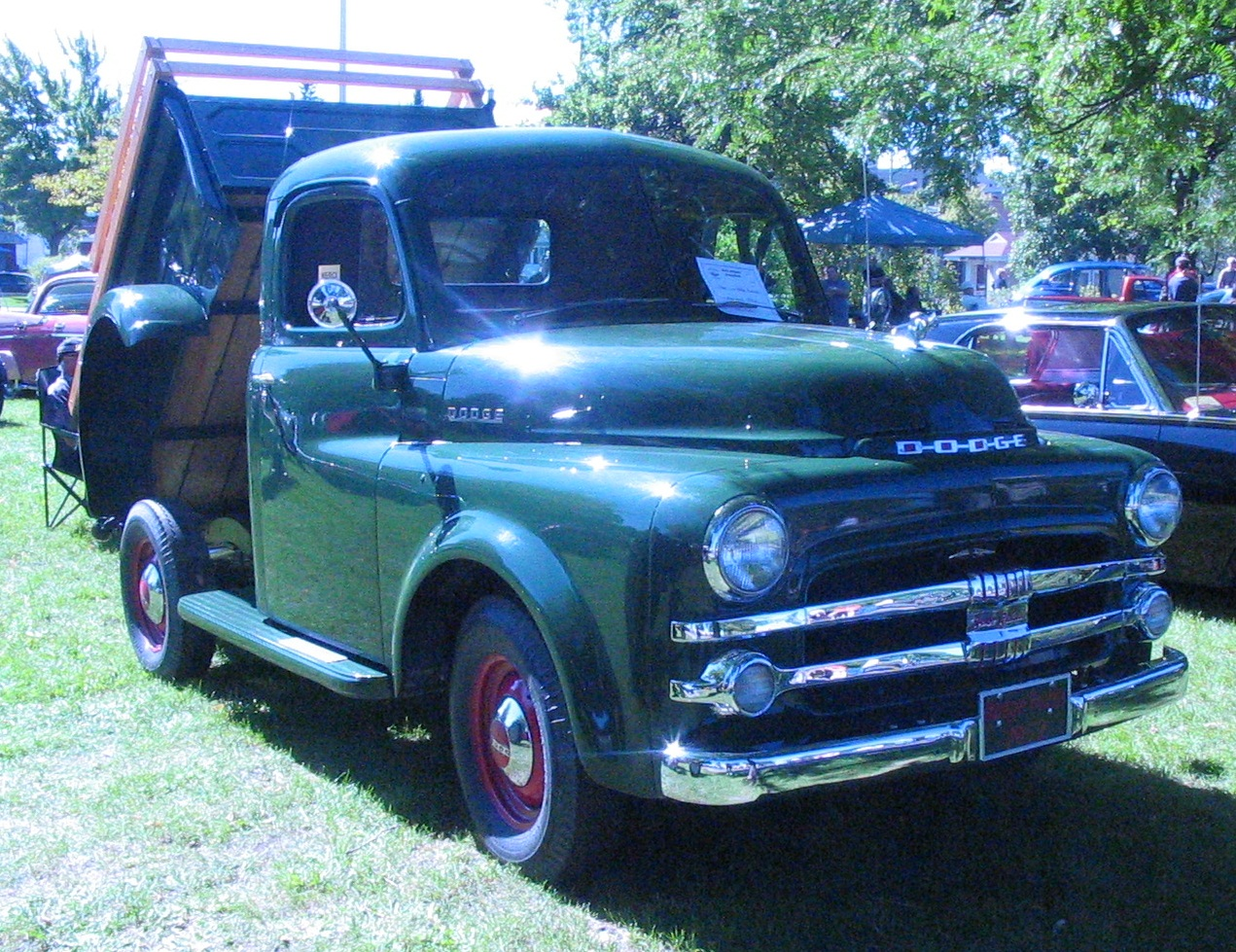
Dodge B Series
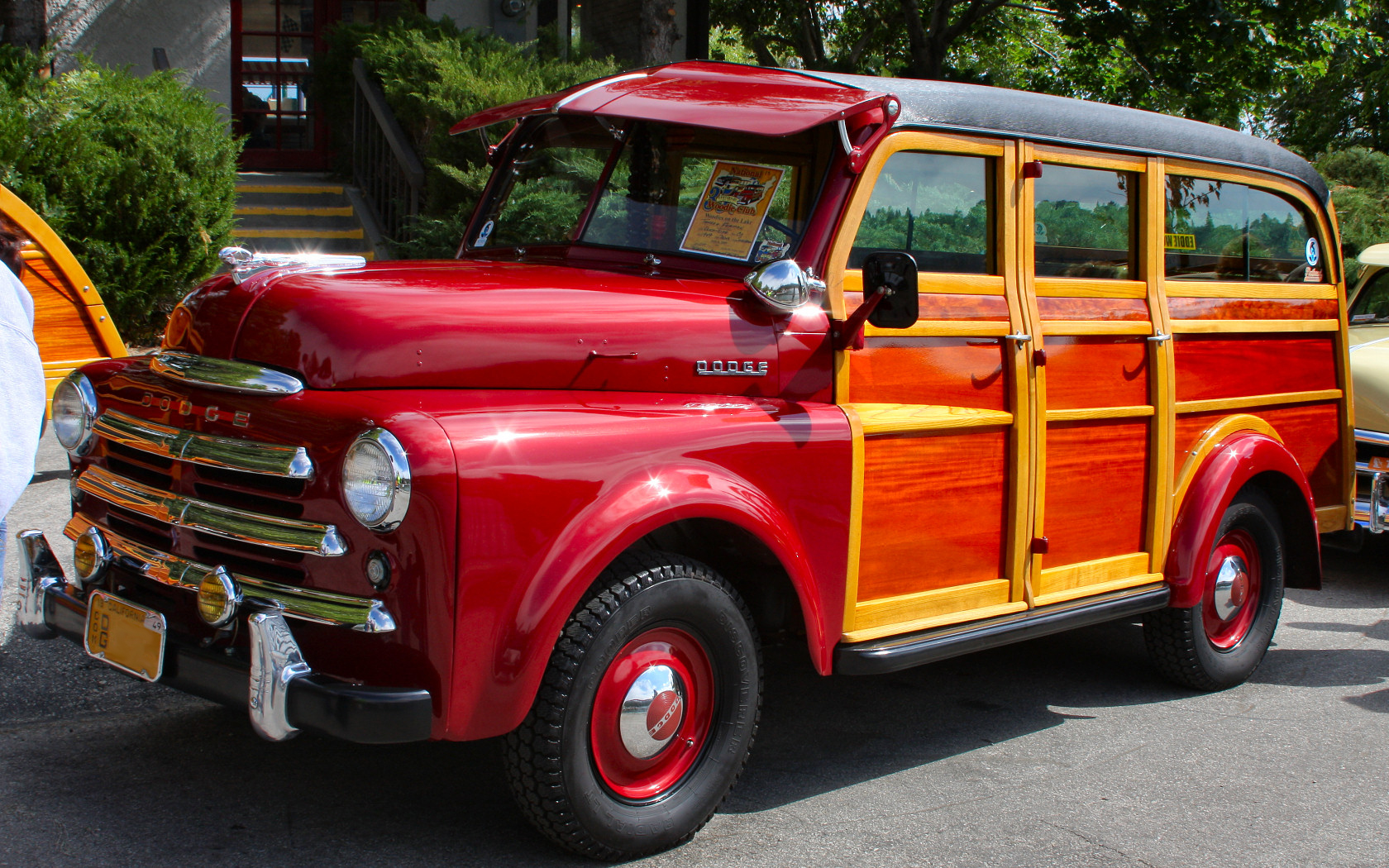
Dodge Suburban
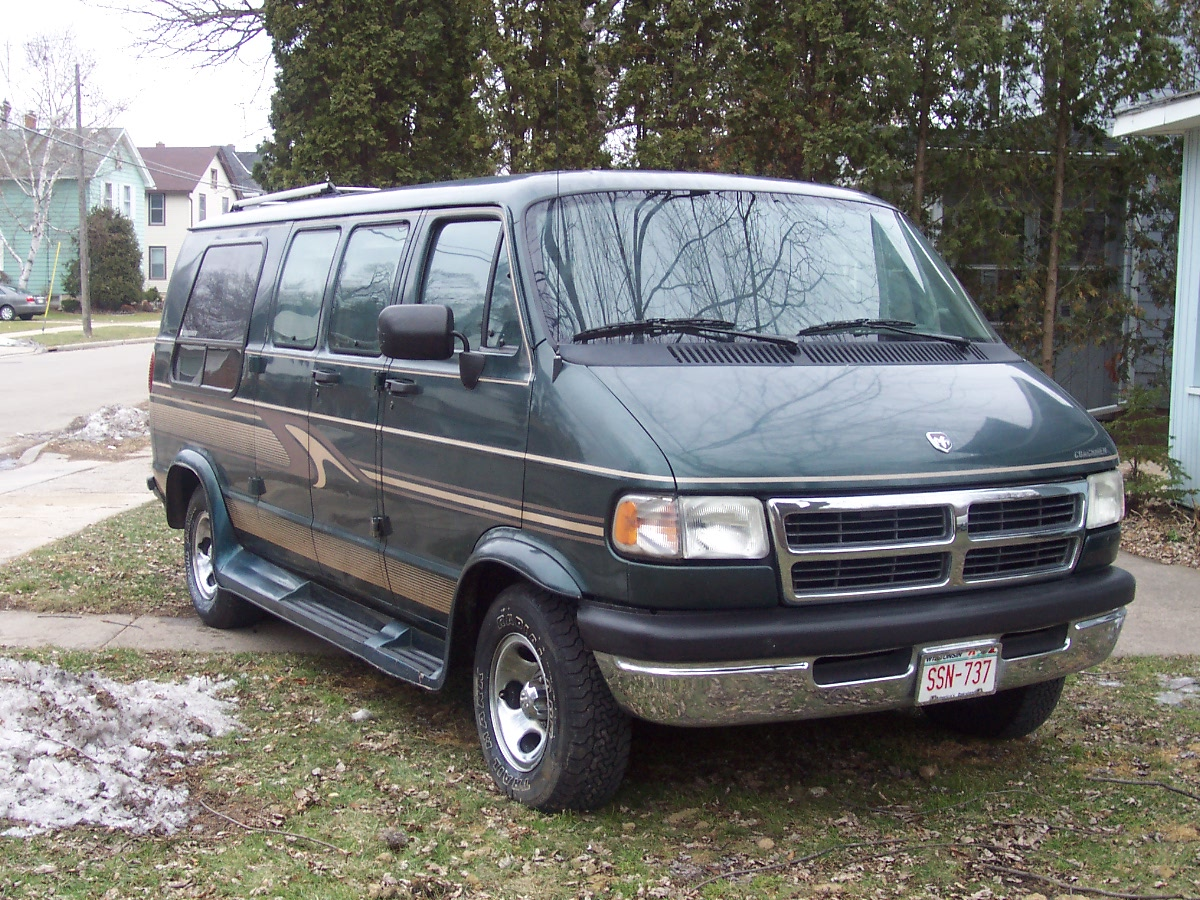
Dodge Ram Van